# Zuidelijk oranjetipje
Het zuidelijk oranjetipje (Zegris eupheme) is een dagvlinder uit de familie Pieridae, de witjes. De soort komt voor Marokko en Spanje en van Klein-Azië tot Iran. De spanwijdte bedraagt 40 tot 48 millimeter. Hij vliegt op een hoogte van 0 tot 1000 à 1400 meter.
De waardplanten komen uit de kruisbloemenfamilie, met name uit de geslachten Biscutella, Sinapis, Raphanus en Sisymbrium.
De vliegtijd is van april tot en met juni, in één generatie. De pop overwintert.